# Eucereon reniferum
Eucereon reniferum là một loài bướm đêm thuộc phân họ Arctiinae, họ Erebidae.